# Herbert Krupp
Herbert Maria Wilhelm Krupp (* 27. März 1894 in Bonn; † 16. März 1967 in Breitbrunn am Chiemsee) war ein deutscher Landrat.

## Leben und Wirken
Nach dem Abitur meldete sich Herbert Krupp 1914 als Kriegsfreiwilliger und geriet 1916 bei den Kämpfen um Verdun in Kriegsgefangenschaft, aus der er 1920 entlassen und als Oberleutnant verabschiedet wurde. Er begann mit Studien der Rechtswissenschaften und Volkswirtschaft und promovierte 1922. Es folgte eine informatorische Beschäftigung im Kommunal- und Kassendienst.
1927 legte Krupp beim Oberpräsidium Koblenz die „Prüfung als Bürgermeister“ ab, wurde aber wegen seiner „Rechtseinstellung“ nicht gewählt. In den folgenden zwei Jahren war er als Kurdirektor in Bad Tölz und anschließend als Badekommissar in Binz auf Rügen tätig.
Zum 1. Januar 1931 trat er in die NSDAP ein (Mitgliedsnummer 434.891), im Oktober erfolgte jedoch eine Abmeldung. Zum 1. Mai 1933 wurde er erneut in die Partei mit der alten Nummer aufgenommen. Krupp war vom 1. April 1931 bis zum 1. Oktober 1933 Badedirektor in Westerland. Auf Empfehlung der NSDAP-Gauleitung Westfalen-Nord  wurde er am 11. Oktober 1933 (Amtseinführung) kommissarischer Bürgermeister in Bad Oeynhausen.
Mit Erlass vom 27. Februar 1934 wurde Krupp vertretungsweise mit der Verwaltung des Landratsamtes Steinfurt beauftragt. Am 22. Oktober 1934 zunächst kommissarisch, wurde Krupp am 24. April 1935 definitiv Landrat des Kreises Steinfurt und blieb bis Kriegsende in diesem Amt. Von Mai 1941 an leistete er zeitweise Wehrdienst. Er war Kreisamtsleiter für Kommunalpolitik in Steinfurt.